# Belgien i Eurovision Song Contest 2016

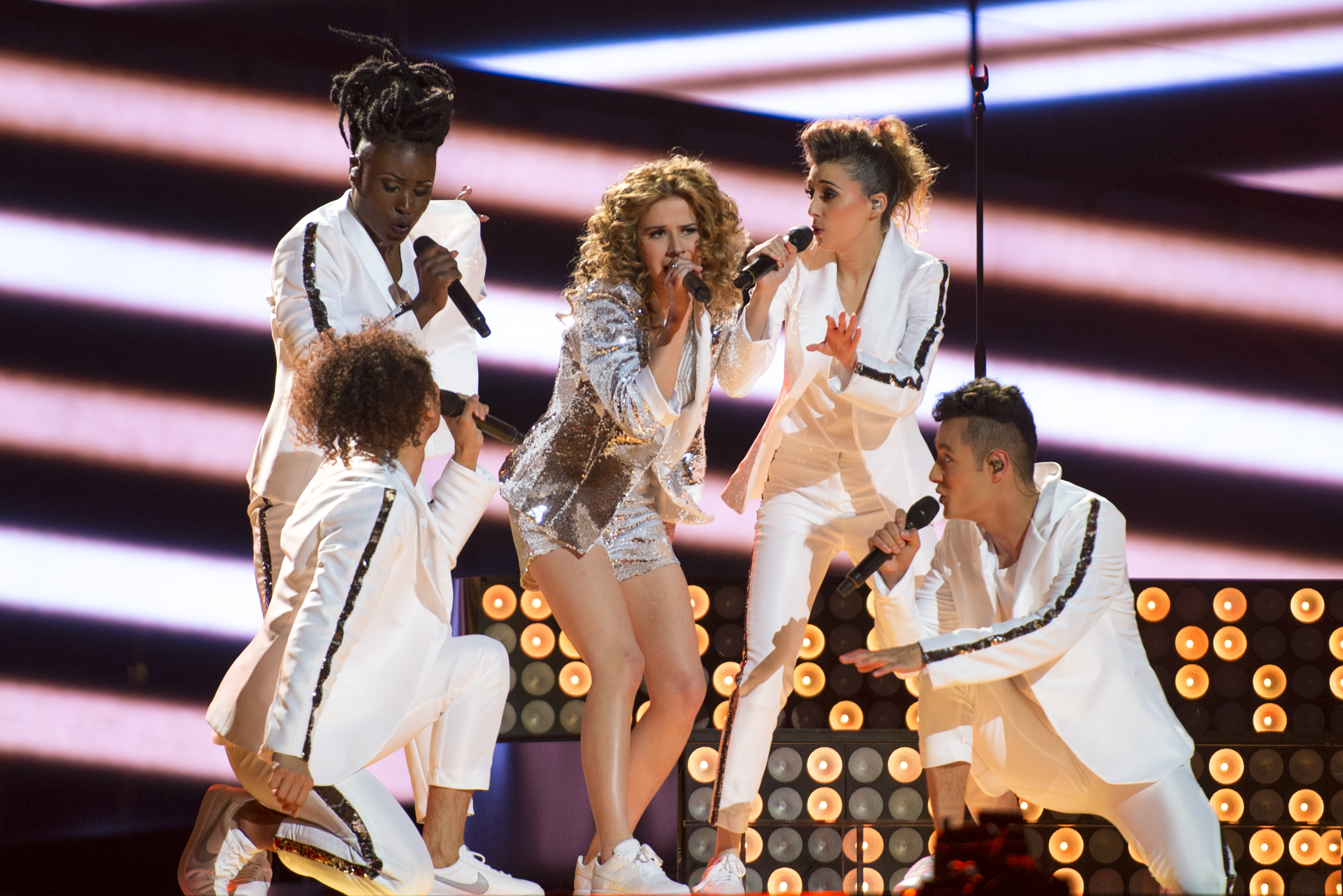
Laura Tesoro representerade Belgien med låten "What's The Pressure" under Eurovision Song Contest 2016 i Stockholm.

Belgien deltog i Eurovision Song Contest 2016 i Stockholm, Sverige. Laura Tesoro med låten "What's the Pressure" representerade landet.

## Format
Innan finalen ägde rum genomfördes den 3 och 10 januari två shower med artisterna. I den ena framförde artisten en Eurovisionlåt och i den andra gången sitt eget bidrag. Genom detta fick de feedback och coachning inför finalen.

## Finalen
| Startnummer | Artist                 | Låt                   | Poäng (fr Jury | Poäng (Telefon) | Total | Placering |
| ----------- | ---------------------- | --------------------- | -------------- | --------------- | ----- | --------- |
| 1           | Adil Aarab             | "In Our Nature"       | 79             | 80              | 159   | 3         |
| 2           | Laura Tesoro           | "What's the Pressure" | 107            | 120             | 227   | 1         |
| 3           | Tom Frantzis           | "I'm Not Lost"        | 100            | 100             | 200   | 2         |
| 4           | Astrid Destuyver       | "Everybody Aches"     | 65             | 60              | 125   | 5         |
| 5           | Amaryllis Uitterlinden | "Kick the Habit"      | 79             | 70              | 149   | 4         |

### Superfinal
| Artist       | Sång                  | Plats |
| ------------ | --------------------- | ----- |
| Laura Tesoro | "What's the Pressure" | 1     |
| Tom Frantzis | "I'm Not Lost"        | 2     |

## Under Eurovision
Belgien deltog i den andra semifinalen, gick till final och kom på 10:e plats med 181 poäng.